# سريقميش
سريقميش هي بلدة في مقاطعة شيرآباد في ولاية صرخنداريا في أوزبكستان.